# Gairo
Gairo (Gàiru in sardo) è un comune italiano di 1 268 abitanti della provincia dell'Ogliastra.

## Geografia fisica

### Territorio
Il comune di Gairo si trova nella subregione barbaricina dell'Ogliastra.

## Storia
L'area fu abitata già in epoca nuragica.
Durante il medioevo appartenne al Giudicato di Cagliari e fece parte della curatoria di Ogliastra. Alla caduta del giudicato (1258) passò sotto il dominio pisano, e nel 1324, con la sconfitta di Pisa, passò agli aragonesi. Nel 1363 il paese fu incorporato nella contea di Quirra, concessa dal re di Aragona a Berengario Carroz. Fu villa della contea fino al 1603, quando la contea fu trasformata in marchesato, feudo dei Centelles e poi degli Osorio de la Cueva. Fu riscattato a questi ultimi nel 1839 con la soppressione del sistema feudale, per diventare un comune amministrato da un sindaco e da un consiglio comunale. 

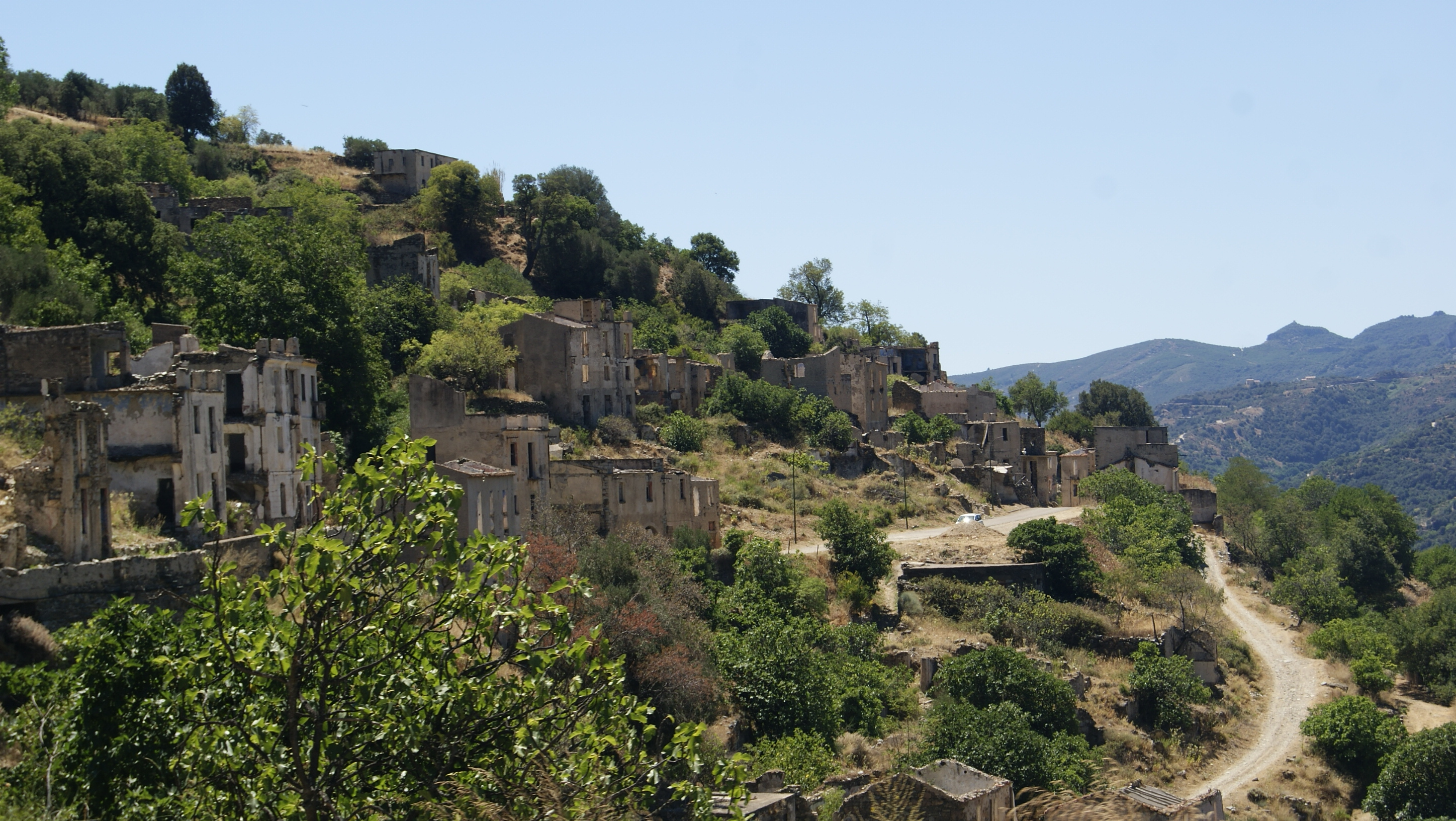
Rovine di Gairo Vecchio

Il nucleo storico del paese (che oggi è chiamato "Gairo Vecchio") fu semidistrutto da un'alluvione nel 1951, e in seguito venne completamente abbandonato, per ricostruire nuove abitazioni poco più in quota rispetto al borgo semidistrutto e nella costa, formando poi queste ultime negli anni il paese di Cardedu.

### Simboli
Lo stemma e il gonfalone del comune di Gairo sono stati concessi con decreto del presidente della Repubblica del 5 marzo 1984.
Lo stemma è troncato: nella parte superiore è raffigurato il monte Perda Liana, in quella inferiore il mare con il sole all'orizzonte.
Il gonfalone è un drappo di azzurro.

## Monumenti e luoghi d'interesse

### Architetture civili

#### Osservatorio astronomico Ferdinando Caliumi
Aperto al pubblico, il sito sorge a 1150 metri s.l.m. presso il monte Armidda. Passato a Gairo da Lanusei nel 2017 in seguito ad una sentenza apposita della Corte d'Appello di Cagliari e fondato dai soci dell'Associazione Ogliastrina di Astronomia con il contributo del comune di Lanusei nel 1989, svolge attività di divulgazione e ricerca.

### Siti archeologici
Di notevole interesse è il Nuraghe Serbissi, che divide esattamente i confini territoriali dei due Comuni di Gairo ed Osini.Ii  numerosi nuraghi e villaggi nuragici presenti, tra i quali sono degni di nota quelli is Tostoinus”e di “Pedru Isu”.

### Aree naturali

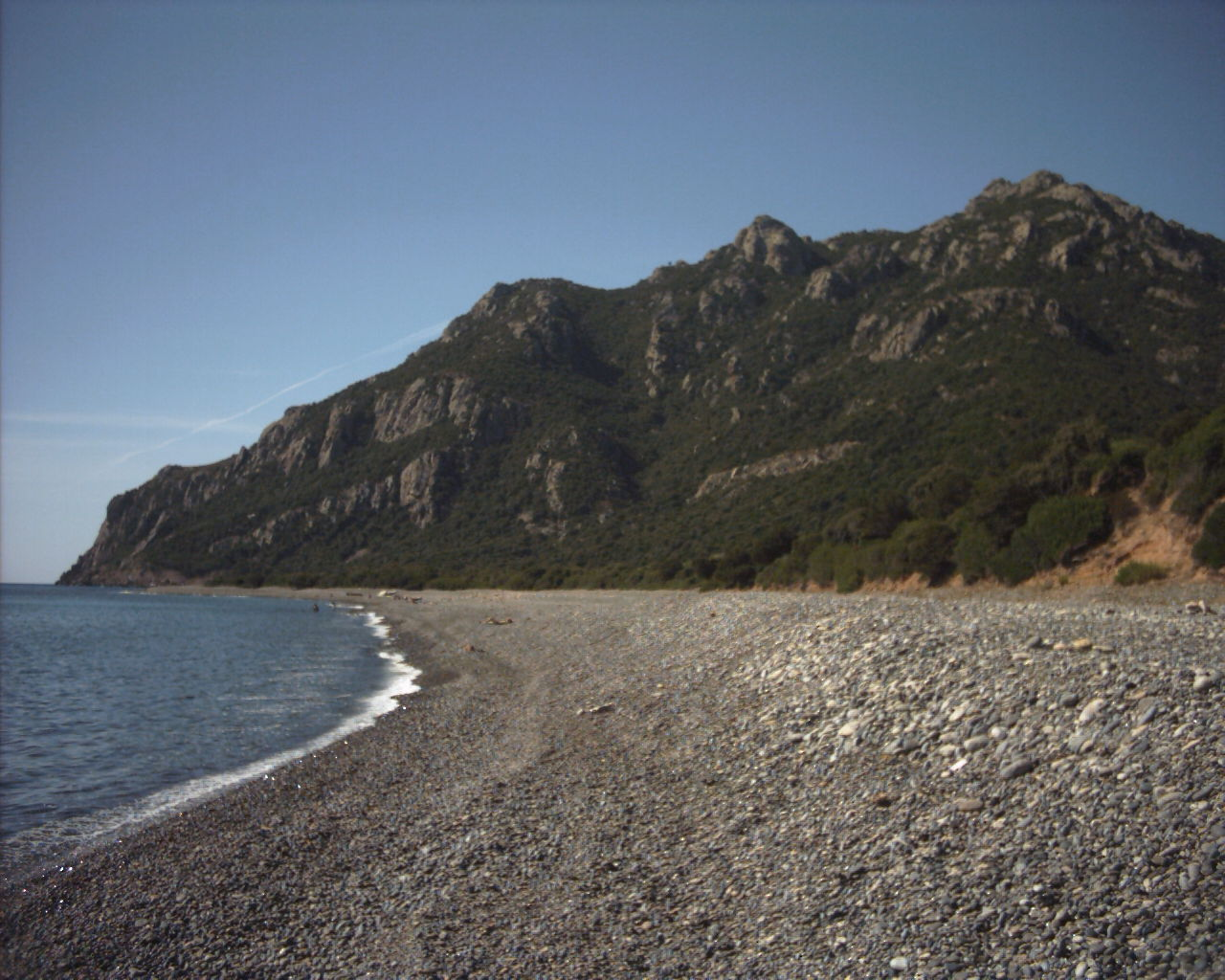
La spiaggia di Coccorrocci.

Il territorio di Gairo è molto esteso: va dalle montagne del Gennargentu sino al mare. Fra i luoghi di interesse naturalistico presenti nel comune ci sono il Monte Perda Liana e la Grotta Taquisara, 
La grotta sovrasta la frazione di Taquisara, da cui prende il nome, con circa 200 abitanti e distante circa 8 km da Gairo.
Sulla costa sono di pregio le spiagge di Su Sirboni e Coccorrocci, e l'imponente  Monte Ferru  nel quale sono presenti delle suggestive vasche naturali chiamate "Piscinas". Sul monte si trovano, oltre che cinghiali, volpi ecc., anche specie di particolare importanza come il muflone, di cui si contano ancora diverse decine di esemplari.

### Grotte
Ci sono le grotte di Taquisara, parzialmente visitabile grazie ad un percorso turistico guidato.All’ interno della grotta si trova un laghetto il cui livello rimane pressoché invariato tutto l’anno.Al suo interno è presente una fauna speciale, tra cui lo Speleomantes imperialis o Geotritone imperiale (comunemente detto geotritone odoroso per l’intenso odore aromatico che emana in caso di pericolo assieme ad un abbondante liquido urticante), un anfibio urodelo della famiglia delle Plethodontidae, endemico della Sardegna

## Società

### Evoluzione demografica
Abitanti censiti

### Etnie e minoranze straniere
Secondo i dati ISTAT al 31 dicembre 2023 la popolazione straniera residente era di 22 persone. Le nazionalità maggiormente rappresentate in base alla loro percentuale sul totale della popolazione residente erano:
- Marocco 7  (31,8%)

### Lingue e dialetti
La variante del sardo parlata a Gairo è il campidanese ogliastrino.

## Cultura

### Carnevale
Il paese ospita uno dei Carnevali più particolari dell'intera isola, Su Maimulu. 

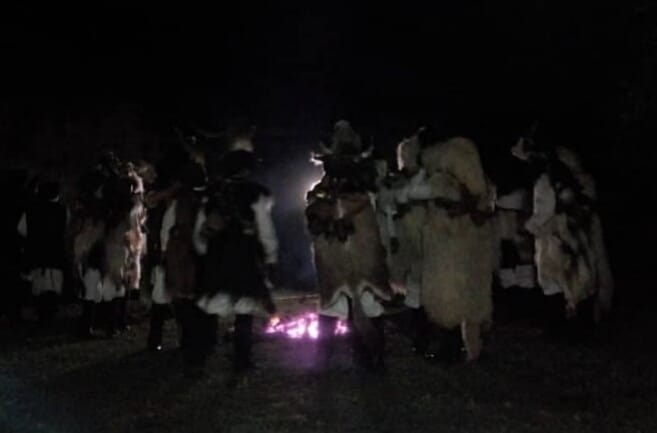
Gairo, s'infoddinamentu, ed. 2018

Oltre all'arcaica rappresentazione della lotta tra il bene ed il male nelle comunità rurali, diffusa in tutti i carnevali della Barbagia e dell'Ogliastra, e messa in scena a Gairo da S'Urtzu Ballabeni e Is omadoris (o peddincionis), il Carnevale tradizionale gairese è arricchito da una serie di figure uniche, come Su cuadderi (vestito da cavallo, è la figura parlante della rappresentazione, di cui detta i ritmi e l'avanzata) e Su poddinaiu (figura vestita da donna, getta crusca, simbolo di abbondanza, su altre figure e spettatori). L'avanzata di queste figure è seguita da is maimulus (pronuncia gairese "ir maimulusu"), figure con indosso pelli e teste di animale (spesso con grosse corna) e campanacci. Queste figure scandiscono le fasi principali della rappresentazione, avanzando in modo sincrono e generando il classico ritmo/frastuono tramite i loro campanacci.
Presenti poi anche sa filadora, s'ingrastula e sa martinica, diffuse anche negli altri centri ogliastrini.
Un'altra particolarità del carnevale gairese è la cosiddetta "questua". La rappresentazione carnevalesca è infatti seguita da un carretto, trainato da due figure vestite da buoi (o di stracci), trasulau e malandau. All'interno del carretto trova posto un grosso fantoccio con fattezze umane "Santu Nanì" e un otre. Il carretto serve a raccogliere le offerte della comunità per il Carnevale, vino, salumi, formaggi e dolci. Questi doni vengono appesi ai balconi e is maimulus devono guadagnarseli scalando grondaie o arrampicandosi sui balconi. Al loro passaggio trasulau e malandau invitano la comunità ad offrire qualcosa, attraverso il classico grido "Donai a buffai a Santu Nanì" (Date da bere a Santu Nanì).

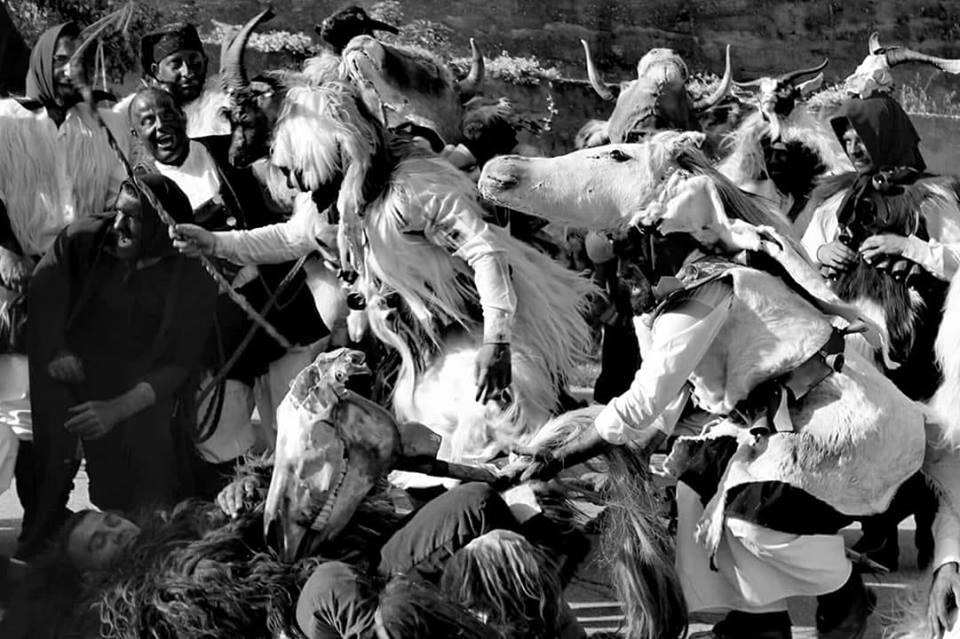
Gairo, Su Maimulu, ed. 2018

Al termine dei festeggiamenti tutto il ricavato è utilizzato per un grosso banchetto, cui tutta la comunità è invitata a prendere parte.
Il periodo carnevalesco ha inizio il 17 gennaio, con il falò di Sant'Antonio. Nella piazza principale del paese viene acceso un grosso falò, in cui vengono arrostiti i cinghiali messi a disposizione dalle squadre dei cacciatori (organizzatori dell'evento). Ad un certo punto entra in scena "s'omini 'e facci", una figura che assume pubblicamente, davanti alla comunità gairese, la responsabilità per l'organizzazione dei festeggiamenti legati a Su Maimulu. A questo punto, in modo quasi solenne, entrano in scena s'urtzu ballabeni, is maimulus e le altre figure, che con la fuliggine del falò anneriscono i loro visi e completano il loro mascheramento, dando il via alle rappresentazioni, che durano fino al mercoledì delle ceneri.
Al periodo carnevalesco e a Su Maimulu è legata anche la leggenda di Marti Perra (letteralmente Martedì Grasso). Secondo la credenza, Marti Perra era un grosso gatto che puniva (squartandolo) chiunque, nei giorni de Su Maimulu, venisse sorpreso a lavorare nei campi, omettendo di partecipare ai festeggiamenti. L'arrivo di Marti Perra era annunciato da un'inquietante filastrocca:
"Non mi neris atò,
ca Marti Perra sò,
deu soi Marti Perra,
benniu po ti ferriri"
"Non scacciarmi (come un gatto qualsiasi), io sono Marti Perra, sono Marti Perra e sono venuto a farti del male".
La leggenda aveva un valore sociale, serviva infatti ad incentivare la partecipazione di tutti a Su Maimulu, rafforzando i legami sociali e sfruttando la circostanza e l'ambiente di festa per risolvere divergenze tra i membri della comunità.
I festeggiamenti carnevaleschi sono organizzati a cura dell'Associazione Culturale "Su Maimulu" che, formata da più di 30 volontari, ricostruisce artigianalmente e seguendo alla lettera i racconti e gli insegnamenti degli anziani, mascheramenti e rappresentazioni. Anche le fasi relative alla lavorazione delle pelli sono svolte "all'antica", con stiratura a mano. La stiratura è una delle fasi più lunghe e faticose della lavorazione. Ogni pelle necessita di circa un'ora e mezzo di lavoro, per completare un mascheramento occorrono solitamente almeno 3 pelli.

## Infrastrutture e trasporti

### Ferrovie

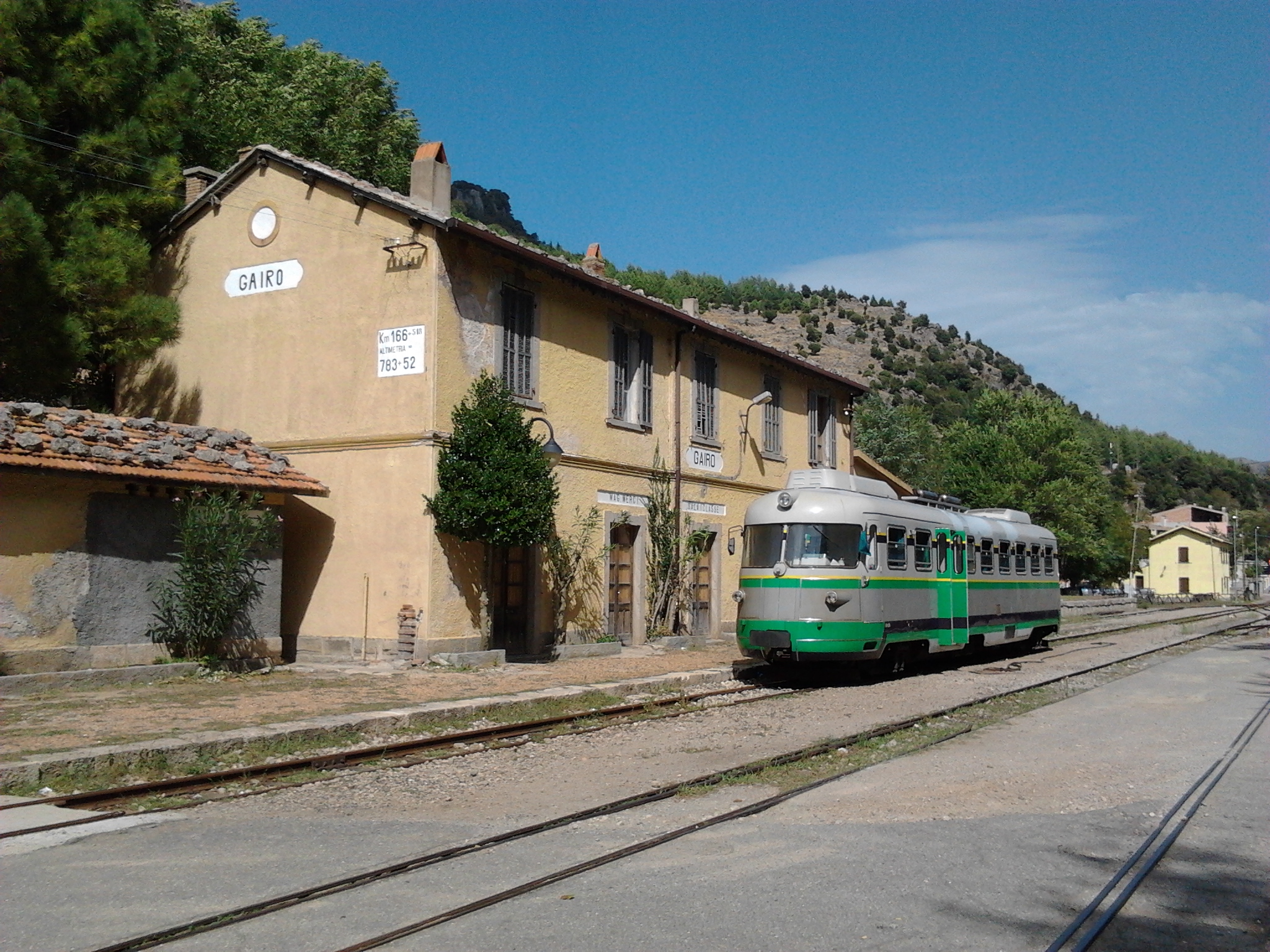
La stazione ferroviaria di Gairo, situata nel borgo di Taquisara

Nell'abitato di Gairo Taquisara è presente la stazione di Gairo, posta lungo la ferrovia Mandas-Arbatax dell'ARST, dal 1997 in uso esclusivamente a fini turistici nell'ambito del servizio Trenino Verde. L'impianto, che è di norma attivo prevalentemente tra aprile e ottobre con un'attività quasi quotidiana in estate, era inoltre lo scalo d'origine di una ferrovia per Jerzu, dismessa nel 1956.Dal 2022 non passa più il trenino verde, si ferma a Lanusei.

## Amministrazione

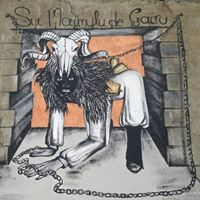
Su Maimulu, murale a Gairo, opera di Anna Ascedu

| Periodo          | Periodo          | Primo cittadino         | Partito                                      | Carica  | Note   |
| ---------------- | ---------------- | ----------------------- | -------------------------------------------- | ------- | ------ |
| 9 giugno 1996    | 17 novembre 1996 | Francesco Piras         | lista civica                                 | Sindaco | [ 15 ] |
| 17 novembre 1996 | 16 aprile 2000   | Paolo Loddo             | centro                                       | Sindaco | [ 16 ] |
| 16 aprile 2000   | 8 maggio 2005    | Roberto Marino Marceddu | liste civiche di centro-sinistra             | Sindaco | [ 17 ] |
| 8 maggio 2005    | 30 maggio 2010   | Roberto Marino Marceddu | lista civica                                 | Sindaco | [ 18 ] |
| 30 maggio 2010   | 31 maggio 2015   | Roberto Marino Marceddu | lista civica "Crescita e Sviluppo Per Gairo" | Sindaco | [ 19 ] |
| 31 maggio 2015   | 26 ottobre 2020  | Francesco Piras         | lista civica "Impegno per Gairo"             | Sindaco | [ 20 ] |
| 26 ottobre 2020  | in carica        | Sergio Lorrai           | lista civica "Gairo per tutti"               | Sindaco | [ 21 ] |